# Го
Го је мисаона игра на табли за два играча, у којој је циљ да се заузме више територије од опонента. Порекло води из Кине, где се ова игра зове вејћи. Име го како се најчешће назива у Европи и свету, потиче од јапанског назива игре - иго. У употреби је и корејски назив бадук. Игра је у зависности од извора стара између 3 и 4 хиљаде година, што је чини најстаријом игром која се и данас игра по неизмењеним правилима. Она је сматрана једном од четири есенцијалне уметности културних аристократских кинеских учењака у древним временима. Најранијом записаном референцом на игру се генерално сматра историјски анал Цуо Џуана (c. 4. век п. н. е.). Фигуре које се називају камењем, стављају се на пресеке линија на табли од 19 хоризонталних и 19 вертикалних линија, а постоје и варијанте различитих мањих табли (13x13 и 9x9).
Упркос њених релативно једноставних правила, Го је веома комплексна игра. У поређењу са шахом, Го има већу таблу са знатно већим опсегом за играње и дужином игре, и у просеку се знатно већи број алтернатива разматра по потезу. Доња граница броја легалних позиција на табли у Гоу се процењује на око 2 x 10170.
Играчке фигуре се називају „камењем”. Један играч користи бело камење, а други црно. Играчи наизменично постављају камење на празним укрштањима („тачкама”) табле са 19×19 мрежом линија. Почетници обично играју на мањим 9×9 и 13×13 таблама, а археолошка евиденција показује да је игра играна у ранијим вековима на табли са 17×17 мрежом. Међутим, табле са 19×19 мрежом су постале стандард до времена кад је игра доспела до Кореје у 5. веку и касније до Јапана у 7. веку.
Када се једном постави на плочу, камење се не може померити, али камење се уклања са плоче када је „заробљено”. Заробљавање почиње када је камен или група камења окружена противничким камењем на свим ортогонално-суседним тачкама. Игра се наставља све док ниједан играч не жели да направи још један потез; игра нема одређене услове окончавања изузев тога. Кад се игра заврши, територија се пребројава заједно са заробљеним камењем и коми (бодовима додатим на резултат играча с белим камењем као компензација за играње као други, што је нормално било 6,5 или 7,5 у зависности од сета правила која се користе) да би се одредио победник. Игре такође могу бити прекинуте одустајањем.
Средином 2008. године, било је преко 40 милиона Го играча широм света, већина којих је живела у источној Азији. Децембра 2015, Међународна Го федерација је имала укупно 75 земаља чланица и четири организације асоцираних чланова у више земаља.

## Етимологија
Реч „Го” је изведена из пуног јапанског имена иго, које потиче од кинеског имена вејћи (средњевековни кинески „hjwɨj-gi”), које се грубо преводи као „игра окруживања на плочи” или „окружујућа игра”. Да би се разликовала игра од енглеског глагола to go, „г” се обично пише великим словом, или, у догађајима које спонзорира Инг Чанг-ђи фондација, оно се спелује са „гое”.
Корејска реч бадук је изведена из средњовековне корејске речи Бадок, чије порекло је контроверзно; вероватније етимологије укључују суфикс „-ок” додат на „Бад” чиме се ствара значење „равна и широка плоча”, или спајањем речи „Бад”, са значењем „поље”, и „Док”, са значењем „камен”. Мање вероватне етимологије обухватају деривацију речи „Бадукдок”, која се односи на играње делова игре, или деривацију из кинеске речи 排子, са значењем „уредити комаде”.

## Преглед
Го је супарничка игра с циљем окруживања што веће тоталне области табле са својим фигурама у односу на противника. Док се игра одвија, играчи постављају камење на таблу да мапирају формације и потенцијалне територије. Конкуренција између супротстављених формација често је изузетно сложена и може да резултира у експанзији, редукцији, или свеукупном заробљавању и губитку формација камења.
Основни принцип Гоа је да група камења мора да има бар једну „слободу” да би се задржала на табли. „Слобода” је отворена „тачка” (пресек) на граници са групом. Ограђена слобода (или слободе) се назива „оком”, и за групе камења са два или више очију се каже да је безусловно „живе”. Такве групе се не могу заробити, чак и ако се окруже. Група са једним оком или без очију је „мртва” и не може се одупрети евентуалном заробљавању.
Општа стратегија је да се прошири своја територија, нападају слабе групе противника (групе које се могу убити), и да се увек има на уму „животни статус” својих сопствених група. Слободе група су пребројиве. Ситуације где узајамно супротстављене групе морају да заробе једна другу или умру се називају тркама заробљавања, или семеај. У трци заробљавања, група са више слобода (и/или бољим „обликом”) ће ултиматно моћи да зароби опонентово камење. Трке заробљавања и елементи живота и смрти су примарни изазови Гоа.
Играч може да се преда ако утврди да игра не нуди додатне могућности за профитабилно играње. Игра се завршава кад оба играча заврше, и затим се врши бодовање. За сваког играча, број заробљеног камења се одузима од броја контролисаних (опкољених) тачака у „слободама” или „очима”, и играч са већим бројем бодова побеђује. Игре се исто тако могу добити одустајањем противника.

### Финији аспекти
У почетној фази игре, играчи типично успостављају позиције (или „базе”) на угловима и око страна табле. Ове базе помажу у брзом развоју снажних облика који имају мноштво опција за живот (самодрживост за групу камења којом се спречава хватање) и успостављање формација за потенцијалну територију. Играчи обично почињу у угловима зато што је успостављање територије лакше уз помоћ две ивице табле. Успостављене угаоне отварајуће секвенце се називају „жуосеки” и обично се независно разматрају.
„Даме” су тачке које леже између граничних зидова црног и белог, и као такве се сматрају безвредним за обе стране. „Секи” су узајамно живи парови белих и црних група где ниједна страна нема два ока. „Ко” (кинески и јапански: 劫) је понављајући позициони облик који може да буде оспорен путем присиљавања потеза негде другде. Након што су присиљавајући потези одиграни, ко може да буде „узвраћен” или враћен на његову оригиналну позицију. Неке „ко борбе” могу да буду важне и да одлучују о животу веће групе, док друге могу да вреде само једну или две тачке. Неке ко борбе се називају „пикник коима” кад само једна страна има пуно да изгуби. Јапанци то зову ханами ко.

## Историја
Порекло гоа није савим познато и за њега се везују разне легенде, што узевши у обзир старост игре од макар 3000 година није ни чудно. Најпознатија легенда о настанку гоа она по којој је цар Јао (2337—2258. п. н. е.) измислио игру не би ли свог сина научио мудрости. Најранији откривени трагови потичу из 548. п. н. е. из списа „Жуо жуан“, а игру помиње и Конфучије који је препоручује као начин за развијање интелекта. Го је свој највећи развитак доживео у средњовековном Јапану где се у 17. веку под покровитељством Шогуната оснивају три го школе чији ће представници у наредних неколико векова битно допринети развоју игре. У већем делу двадесетог века Јапан је и даље држао примат што се квалитета игре тиче и многи су играчи из Кине и Кореје долазили у Јапан да би усавршили игру и гоом се бавили професионално. Осамдесетих година двадесетог века, међутим, долази до преокрета и Кина, а пре свега Кореја, преузимају примат.
Ван Кине, Кореје и Јапана, го се у остатку света игра тек задњих стотинак година, а донели су га морнари. Први клуб на територији Европе основан је у Пули, на територији тадашње Аустроугарске, двадесетих година прошлога века.

## Го у Србији
Први го клуб основан је у Крагујевцу 5. марта 1970. године. Тај клуб је Го клуб „Раднички“ који је и данас један од водећих го клубова у Србији.
Поред Го клуба „Раднички“ из Крагујевца запажене резултате постиже и Го клуб „Студент“ из Ниша основан 1978.г. чија је претеча био Го клуб "ЕЛЕФ" основан 1972.г.
Поред Крагујевца и Ниша постоје и клубови у Београду.

### Историја Гоа у Србији
Прво појављивање Гоа у Србији се везује за период бивше Југославије, омладинске центре и часопис "Плави вјесник". Игру су донели морнари са далеких путовања (претпоставља се из Јапана). Морепловац Ервин Финк је после Другог светског рата основао и први Го клуб у Љубљани. И тако се игра од Словеније и Хрватске проширила и на територију Србије.
1965 године у Београду, у Пионирском граду основана је Го секција.
У децембру 1967. основан је Го клуб Крагујевац, који ради при Дому Омладине, који је спонзорисао клуб гарнитурама.
1970. оснива се Го клуб "Раднички", залагањем Дубаковић Душана. Те године је Дубаковић Душан отишао на одлужење војног рока у Ниш, где је контактирао Митић Драгутина, који је тада био асистент на Електронском факултету, и тако је почело играње Гоа и у Нишу.
1971-1973. основани су клубови у Суботици и Нишу.
1974. је формиран Го савез Србије у Нишу.
1977. формиран је Го клуб у Београду.
1978. је одигран први турнир у Београду (Београд Опен), и основан је Го савез Југославије.
Један од битних догађаја који се збио у том периоду је и Европски Го конгрес у Нишу, 1989.

### Играчи
Тренутно на територији Србије према подацима ЕГФ-а (Европске Го федерације), постоји укупно 314 играча од којих се 54 активно бави играњем. Од тога 17 играча носи дан ранк, од којих се истичу: Мијодраг Станковић (бивши председник Го савеза Србије и 4 дан), Бојанић Милош (некадашњи првак Србије и 5 дан), Михајло Анђелић (председник Го савеза Србије).
Неки од активних клубова на територије Србије су Го клуб "Студент" из Ниша, Го клуб Про Го из Ниша, на челу са Жељком Веселиновићем и Го клуб Myoshu, са седиштем у Београду.
Играчи који тренутно носе највиши ранк на територији Србије су Душан Митић (7 дан) и Никола Митић (7 дан). Једно од њихових највећих достигнућа је освојено седмо место на Светском аматерском првенству.

### Такмичења
Најзначајније и најдуговечније такмичење у Србији је појединачно првенство Србије које се игра од 1975. године.

### Го у Нишу
Го се у Нишу играо 1963-64- године. Озбиљније се Го игра у Нишу од 1970.г. захваљујући Драгутину Н. Митићу, са Електронског факултета. Запажене резултате на државним и међународним такмичењима постизали су: др. Раде Петровић, Мијодраг Станковић, Жељко Веселиновић и Митић Душан.

## Правила
Игра се камењем беле и црне боје, што је једна од паралела које ову игру повезују са шахом. Међутим, за разлику од шаха, у гоу први потез има играч са црним камењем, док се играчу са белим фигурама, хендикепираном јер игра други, даје компензација (коми) од 6,5 поена. Додавањем половине поена избегава се могућност ремија.
Партија почиње на празној табли, а сваки играч има 180 фигура (каменова). Као територија рачунају се све пресечне тачке, а вредност сваке је један поен. Сваки камен постављен на таблу има четири суседна пресека које играчи називају слободе. Да би нека група каменова била жива мора да има најмање два одвојена слободна пресека који се називају очи. Противнички камен је заробљен када све позиције око њега заузме играч супротне боје (заробљено камење се скидају са табле).
```
   A B C D E F G H J K L M N O P Q R S T
19 . . . . . . . . . . . . . . . . . . . 
18 . . . . . . . . . . . . . . . . . . . 
17 . . . . . . . . . . . . . . . . . . .
16 . . . + . . . . . + . . . . . + . . .
15 . . . . . . . . . . . . . . . . . . .
14 . . . . . . . . . . . . . . . . . . .
13 . . . . . . . . . . . . . . . . . . .
12 . . . . . . . . . . . . . . . . . . .
11 . . . . . . . . . . . . . . . . . . .
10 . . . + . . . . . + . . . . . + . . .
 9 . . . . . . . . . . . . . . . . . . .
 8 . . . . . . . . . . . . . . . . . . .
 7 . . . . . . . . . . . . . . . . . . .
 6 . . . . . . . . . . . . . . . . . . .
 5 . . . . . . . . . . . . . . . . . . .
 4 . . . + . . . . . + . . . . . + . . .
 3 . . . . . . . . . . . . . . . . . . .
 2 . . . . . . . . . . . . . . . . . . .
 1 . . . . . . . . . . . . . . . . . . .
```

Постоје две изузетне позиције, ко и секи, које су решене посебним правилима.
Партија је завршена када је простор међу играчима подељен. У таквој ситуацији ниједан играч не може да повећа свој простор, смањи противников или зароби неки супарнички камен. Играчи тада пасирају, препуштају један другом потез и игра је завршена.
Једноставно речено, циљ играча је да сакупе што више окружених пресека и противникових заробљеника. Просечна партија траје два сата по играчу.
После пада заставице не губи се партија већ играч има ограничено време за сваки потез. У Јапану се врхунске партије играју два пута по десет сати и трају данима. Половина времена се користи за смишљање стратегије а друга половина на игру.
Врхунски мајстори кажу да им није проблем како ће се развијати партија у наредних 20 потеза, али им је проблем да узрачунају колико поена добијају са сваком стратегијом.
Го је врло динамична игра иако се фигуре не померају, јер једном стављене на таблу не могу се помицати. У једном тренутку један камен је врло битан, да би већ након неколико потеза могао да буде сувишан.
У Јапану звезде го-а годишње могу да зараде и преко милион долара.

## Го као такмичарски спорт
У Европи се сваке године одигра више десетина такмичења. Већина такмичења је за играче из националних савеза, али постоје исто тако и отворена такмичења на којима може учествовати било ко са Го рејтингом. Најзначајније такмичење у Европи је појединачно првенство, на којем учествују 32 најбоље пласирана играча у Европи. Традиционално се одржава током европског Го конгреса.